# اینکا کانچا
اینکا کانچا (به اسپانیایی: Inka Kancha) یک کوه در پرو است که در Peru, Lima Region واقع شده‌است. اینکا کانچا ۵٬۱۴۶ متر بالاتر از سطح دریا واقع شده‌است.